# إيما تومسون
إيما تومسن (بالإنجليزية: Emma Thompson) ممثلة وكاتبة سينمائية إنجليزية من مواليد 15 أبريل 1959، حاصلة على جائزة الأوسكار 1992 كأفضل ممثلة عن دورها في فيلم نهاية هاوارد كما حصلت على جائزة أفضل نص سينمائي عام 1995 عن فيلم الإحساس والمعقولية، وحصلت على جائزة الأكاديمية البريطانية لفنون الفيلم والتلفزيون كأفضل ممثلة ثلاث مرات عام 1987 عن مسلسل كل الثمار وعام 1992 عن فيلم نهاية هاوارد وعام 1996 عن فيلم الإحساس والمعقولية، كما حصلت على جائزة الإيمي 1998 لأفضل ممثلة ضيفة شرف في مسلسل كوميدي عن دورها في مسلسل إلين، وحصلت على جائزة الغولدن غلوب مرتين عام 1993 كأفضل ممثلة عن فيلم نهاية هاوارد وعام 1996 كأفضل نص سينمائي عن فيلم الإحساس والمعقولية.

## نشأتها
ولدت تومسن في بادينغتون، لندن، في 15 أبريل 1959. والدتها هي الممثلة الأسكتلندية فيليدا لو، بينما كان والدها الإنجليزي، إريك طومسون، متورطا في المسرح، وكان الكاتب - الراوي في المسلسل التلفزيوني الشهير للأطفال The Magic Roundabout. لديها أخت واحدة، صوفي طومسون، التي تعمل أيضا كممثلة. أمضت الكثير من الوقت في اسكتلندا خلال طفولتها. في صغرها، كانت إيما مهتمة باللغة والأدب، وهي سمة تعزوها إلى والدها الذي شاركها حبها للكلمات. في عام 1977، بدأت الدراسة للحصول على درجة اللغة الإنجليزية في كلية نيونهام، كامبريدج. تعتقد طومسون أنه من المحتم أنها ستصبح ممثلة، وعلقت بأنها «محاطة بأشخاص مبدعين ولا أعتقد أنها كانت ستذهب بأي طريقة أخرى».

## حياتها المهنية كممثلة

### بدايتها في الثمانيات
أدت تومسون دورها الاحترافي الأول في عام 1982، ثم انتقلت إلى التلفزيون حيث أدت الكثير من أدوارها مع النجمين هيو لوري وستيفن فراي. بدأت في الظهور من خلال سلسلة الكوميديا التي حملت عنوان: لا يوجد شيء يدعو للقلق! (عام 1982)، ثم ظهرت في البرنامج التلفزي المكعب الكريستالي (عام 1983).
ظهرت تومسون في عام 1985 خلال إحياء حفل مسرح ويست إند الموسيقي (أنا وفتاتي)، شارك في بطولته روبرت ليندسي. وقدم لها ذلك نقلة في حياتها المهنية. أدت دور سالي سميث لمدة 15 شهرًا مما أتعبها. ذكرت لاحقًا «اعتقدت أنني لو مثلت ذلك الدور مرة أخرى لانحدرت كثيرا». شاركت في متابعة وتمثيل فيلمها الخاص في نهاية عام 1985 والذي حمل عنوان: (إيما تومسون: لقمة سائغة).
حققت طومسون نقلة نوعية أخرى في عام 1987، عندما أدت أدوارًا رائدة في اثنين من المسلسلات القصيرة التلفزيونية: ثروات الحرب، والمسلسل الدرامي الحرب العالمية الثانية من بطولة كينيث براناه، ومسلسل توتي فروتي من نوع الكوميديا السوداء لفرقة روك إسكتلندية مع روبي كولترين.
نالت تومسون جائزة الأكاديمية البريطانية للتليفزيون كأفضل ممثلة عن هذه العروض. كتبت في العام التالي وأدت دور البطولة في مسلسل الرسوم الكوميدية الخاصة بها لبي بي سي (تومسون) لكنه لم يلق رواجًا. أدت في عام 1989 دور البطولة في مسرحية انظر للوراء بغضب مع براناغ (الذي أقامت معه علاقة رومانسية)، من إخراج جودي دينش. أدى الزوج في وقت لاحق من ذلك العام دور البطولة في نسخة متلفزة من المسرحية.
ظهرت تومسون لأول مرة في السينما في الفيلم الكوميدي الرومانسي الشاب الطويل (عام 1989)، وهو أول فيلم روائي طويل من كتابة ريتشارد كورتيس. أدى دور البطولة جيف غولدبلوم كممثل في مسرح ويست إند، ولعبت تومسون دور الممرضة التي وقع في حبها. لم يُشاهد الفيلم على نطاق واسع، لكن مُدح أداء تومسون في صحيفة نيويورك تايمز، ووصفها كارين جيمس بأنها (ممثلة كوميدية استثنائية متعددة المواهب). ظهرت بدور كاثرين في فيلم هنري الخامس (1989).

### 1990-1993: ممثلة بريطانية رائدة
يعتبر الكاتب والناقد الأمريكي جيمس موناكو تومسون وبراناغ رواد «الثورة السينمائية البريطانية» في التسعينيات. واصلت تجربتها مع شكسبير في العقد الجديد، حيث ظهرت مع براناج في العروض المسرحية حلم ليلة منتصف الصيف والملك لير. أثنت صحيفة شيكاغو تريبيون على أدائها الاستثنائي. عادت تومسون إلى السينما في عام 1991 وأدت دور شخصية أرستقراطية طائشة في فيلم إمبرومبتو مع جودي ديفيس وهيو غرانت. رُشحت تومسون لجائزة الروح المستقلة كأفضل ممثلة مساعدة. كان الإصدار الثاني في عام 1991 بالمشاركة مع براناغ وقد أخرجه أيضًا. أدّت تومسون في أوائل عام 1992 دور ضيفة في حلقة من شيرز كزوجة فرازير كرين الأولى.

## حياتها الشخصية
قالت تومسون إنه وعلى الرغم من ولادتها في لندن إلا أنها تشعر بأنها إسكتلندية: «ليس فقط لأنني نصف إسكتلندي ولكن أيضًا لأنني أمضيت نصف حياتي هنا». وغالبًا ما عادت إلى اسكتلندا وزارت دانون حيث تمتلك منزلاً.
كان زوج تومسون الأول هو الممثل والمخرج كينيث براناغ والذي التقت به في عام 1987 أثناء تصوير المسلسل التلفزيوني (ثروات الحرب). تزوجا في عام 1989 وظهرا في العديد من الأفلام معًا، وغالبًا ما قام براناغ بتصويرها في أفلامه الخاصة. سمتهما وسائل الإعلام البريطانية بالزوجين الذهبيين، ونالا اهتمامًا كبيرًا من الصحافة. حاول الزوجان إبقاء علاقتهما خاصة، ورفضا إجراء مقابلات أو تصويرهما معًا. أعلنت تومسون وبراناغ أنهما انفصلا في سبتمبر 1995. ذكرا أنَّ السبب هو جداول عملهما ولكن اتضح فيما بعد أنه كان على علاقة غرامية مع الممثلة هيلينا بونهام كارتر.

## كتبها
في عام 2012، كتبت إيما  «قصة أخرى من بيتر الأرنب» كإضافة إلى سلسلة بيتر الأرنب من قبل بياتريكس بوتر للاحتفال بالذكرى 110 لصدور «حكاية بيتر أرنب».
في عام 2013، كتبت كتابًا ثانيًا في السلسلة بعنوان «حكاية عيد الميلاد للأرنب بيتر».

## وصلات خارجية
- إيما تومسون على موقع IMDb (الإنجليزية)
- إيما تومسون على موقع ميتاكريتيك (الإنجليزية)
- إيما تومسون على موقع الموسوعة البريطانية (الإنجليزية)
- إيما تومسون على موقع روتن توميتوز (الإنجليزية)
- إيما تومسون على موقع مونزينجر (الألمانية)
- إيما تومسون على موقع قاعدة بيانات الأفلام العربية
- إيما تومسون على موقع ألو سيني (الفرنسية)
- إيما تومسون على موقع ميوزك برينز (الإنجليزية)
- إيما تومسون على موقع تيرنر كلاسيك موفيز (الإنجليزية)
- إيما تومسون على موقع أول موفي (الإنجليزية)